# Gele uil
De gele uil (Enargia paleacea) is een nachtvlinder uit de familie van de uilen, de Noctuidae. De voorvleugellengte bedraagt tussen de 17 en 20 millimeter. De soort komt verspreid over het Palearctisch gebied voor. Hij overwintert als ei.

## Waardplanten
De gele uil heeft als berk en soms ratelpopulier als waardplanten.

## Voorkomen in Nederland en België
De gele uil is in Nederland een zeldzame en België een niet zo algemene soort, die verspreid over het hele gebied kan worden gezien. De vlinder kent één jaarlijkse generatie die vliegt van halverwege juni tot in oktober.